# 恐怖コレクター
『恐怖コレクター』（きょうふコレクター）は、鶴田法男と佐東みどりによる児童文学作品。挿絵はよん。
「Jホラーの父」、「Jホラーの先駆者」と呼ばれる映画監督・鶴田法男と、脚本家として活躍し近年は児童文学を数多く手掛ける佐東みどりによって創作され、イラストレーターのよんが挿絵を担当し、角川つばさ文庫にて2015年に第1巻が刊行された。
児童向け人気ホラー小説シリーズであり、コミカライズも行われた。このシリーズは、都市伝説との戦いを通じて、友情や信頼、勇気などのテーマを描いており、ホラーとそれらの要素を巧みに組み合わせた作品として、多くの読者に愛されている。
2024年5月シリーズ国内累計90万部を突破し、アメリカをはじめとする数か国で翻訳出版されている。

## 登場人物
千野フシギ
本作の主人公。都市伝説を追って町を旅する、謎の少年。赤いフードの付いた服を着ている。
ジミー
ヒミツの力で人面犬になった、週刊誌の元カメラマン。フシギとともに都市伝説回収の旅をしている。
千野ヒミツ
フシギの双子の妹。都市伝説を具現化させる力を持つ。黒いフードの付いた服を着ている。

## 既刊一覧
すべて角川つばさ文庫（角川書店→KADOKAWA）刊。
1. 『恐怖コレクター 巻ノ一 顔のない子供』 2015年6月15日初版発行 ISBN 978-4046315267

## 漫画版
月刊コミックジーン（KADOKAWA）2021年10月号から2022年3月号まで、結城にこの作画にてコミカライズされた。
- 原作：佐東みどり・鶴田法男／漫画：結城にこ／キャラクター原案：よん『恐怖コレクター』 KADOKAWA〈MFコミックス ジーンシリーズ〉、2022年3月26日発売、ISBN 978-4046811394

## 舞台版
2023年5月13日から21日にかけて、草月ホールを会場に全12公演が行われた。脚本・演出は畑雅文が担当し、原作者のひとりの鶴田法男が監修している。 
観客を恐怖させるようなシーンや展開もあるが、ジミーや学生たちの明るさが恐怖の緩和剤になり、ホラーが苦手な人でも楽しめる作品に仕上り、特に後半は、ほっこりするやり取りや涙を誘う切ないエピソードもあった。また、「都市伝説」の世界を視覚化するため、プロジェクションマッピングを使用し、効果的にできた。

### キャスト
- 千野フシギ - 上原剣心（Go!Go!kids/ジャニーズJr.）
- ジミー - 冨岡健翔（ジャニーズJr.）
- 有村 - 小林輝隼
- 池谷 - 米本奏哉
- 内山 - 室伏佑哉
- 榎本 - 寺内勇貴
- 大島 - 北原十希明
- 笠松 - 川口調
- 木咲 - りきまる
- 池谷兄 - 佐藤匠
- 斉藤 - 寺山武志
- ヒミツ - 上田琳斗
- ナノカちゃん - 山本恵大
- 声の出演 - 葵あずさ